# Феоктистов, Владимир Викторович
Владимир Викторович Феоктистов (2 июня 1945, Воронеж — 7 апреля 2004, Санкт-Петербург) по кличке Фека — криминальный авторитет Ленинграда 1970-х годов, известный как «дедушка русского рэкета».

## Биография
Родился в семье военного и врача в Воронежа, вскоре семья переехала в Тбилиси. Школу заканчивал уже в Ленинграде, тогда же познакомился с матерью своего единственного ребёнка, дочери Елены 1967 года рождения. В 18-летнем возрасте Феоктистов был арестован за спекуляцию купленными у иностранца товарами и осуждён на 2 года лишения свободы. После освобождения поступил в ЛИСИ, который бросил на первом же курсе. В 1972 году был приговорён к 8 месяцам лишения свободы за хулиганство в ресторане гостиницы «Россия». После освобождения организовал в центре Ленинграда организованную преступную группу величиной до 100 человек. Организация, имевшая не самые строгие дисциплину и иерархию, получила широкую известность благодаря преступным акциям и кутежам, но долгое время не привлекала внимание правоохранительных органов, так как пострадавшими в основном были представители отраслей, старавшихся решать конфликты без привлечения милиции: гостиничной, ресторанной, такси, проституции. Организация засевшего в ресторане «Невский» (Невский проспект, 71) Феоктистова много зарабатывала на шулерстве в карточных играх, одним из картёжников авторитета был Михаил Мирилашвили.
Согласно широко распространённой версии, участь Феоктистова была решена после статьи немецкого журнала Der Spiegel 1980 года, где его якобы назвали «главным мафиози Ленинграда». Это будто бы вызвало ярость то ли Романова, то ли Андропова, и в конце года Феоктистов был арестован. Так же существует версия, что данную статью перепечатал русскоязычный журнал «Посев» издававшийся антисоветской организацией НТС, базировавшейся на тот момент на территории ФРГ и Западного Берлина. При этом следует отметить, что объективно данные о публикации в западной прессе ничем не подтверждаются. В электронном архиве журнала Der Spiegel за 1980 год не содержится никаких репортажей о группе Феоктистова в Ленинграде. Использованный в телевизионном фильме «Советские мафии», в серии, рассказывающей о Феоктистове, номер журнала Der Spiegel с надписью MAFIA на обложке на самом деле является номером журнала № 37 за 1982 год и содержит репортаж об Итальянской организованной преступности. Тем не менее, нет также и данных опровергающих наличие публикаций в других западных изданиях. Феоктистов был обвинён в нарушении закона по множеству статей и признан виновным в систематической преступной деятельности. 10 лет лишения свободы по приговору о мошенничестве Феоктистов был отправлен отбывать в Иркутскую область, где сотрудничал с администрацией колонии. Выйдя на свободу в 1989 году, пытался заниматься прежней деятельностью, но на фоне новых петербургских группировок она была незначительной. Феоктистов обосновался в ресторане гостиницы «Пулковская», старался вести яркую жизнь с кутежами. Несколько раз у него возникали конфликты с преступными организациями после того, как он совершал неподобающие действия по отношению к проституткам. В 1995 году отсидел небольшой срок за мошенничество.
В последние годы старался участвовать в светских мероприятиях, пока в 2004 году не умер от цирроза печени. Похоронен на Ново-Волковском кладбище.